# Ihre Majestät Mrs. Brown
Ihre Majestät Mrs. Brown (Mrs Brown) ist ein US-amerikanisch-britisch-irisches Filmdrama aus dem Jahr 1997. Regie führte John Madden, das Drehbuch schrieb Jeremy Brock.

## Handlung
Nachdem Prinz Albert, der Ehemann der Königin Victoria, im Jahr 1861 gestorben ist, zieht sie sich vollständig aus dem öffentlichen Leben zurück.
Der Film handelt von der Beziehung Königin Victorias zu ihrem schottischen Diener John Brown und dem folgenden Aufruhr, den sie verursachte.
Brown, ein treuer Diener ihres verstorbenen Mannes Prinz Albert, wird von ihrem Chefsekretär Sir Henry Ponsonby an den Hof von Osborne House, Isle of Wight, bestellt, um die untröstliche Königin von ihrer Trauer abzulenken. Er erhofft sich dadurch, dass sie sich erholt und nach Jahren der Zurückgezogenheit wieder am öffentlichen Leben teilnimmt. Der Plan, die Königin aus ihrer Zurückgezogenheit herauszulocken, gelingt in den Augen der Dienerschaft und Victorias Sohn Albert Eduard, „Bertie“, dem Prince of Wales, nicht wie gewünscht: Die Öffentlichkeit, königliche Familie und Dienerschaft sehen und fürchten den möglichen Einfluss Browns auf die Königin. Schnell nimmt Brown sich erhebliche Freiheiten vom Hofprotokoll heraus, besonders dadurch, dass er die Königin mit „woman“ anspricht. Zudem übernimmt er rasch die Kontrolle über ihre täglichen Aktivitäten, wodurch sich die Spannungen zwischen ihm, der Dienerschaft und der königlichen Familie verschärfen.
Als Resultat ihrer völligen Zurückgezogenheit, vor allem auf Balmoral Castle in Schottland, zunächst gefördert durch Brown, bricht ihre Popularität stark ein und die republikanischen Kräfte werden gestärkt. Premierminister Benjamin Disraeli verliert an Einfluss im House of Commons und fürchtet eine anti-monarchische Gesinnung im Land. Zeichnungen im damaligen Satiremagazin „Punch“, die im Parlament herumgereicht werden, zeigen u. a. einen leeren Thron mit abgelegtem Zepter darauf. Disraeli überredet Brown, seinen Einfluss auf die Königin geltend zu machen und sie zur Rückkehr zu ihren öffentlichen Verpflichtungen, vor allem die bevorstehende Eröffnung des Parlamentes, zu bewegen.
Brown zögert, zu Recht fürchtend, dass Victoria das als einen persönlichen Verrat versteht. Als Brown sie drängt, nach London zurückzukehren und ihre öffentlichen Verpflichtungen wahrzunehmen, kommt es zu einem Streit. Die gewohnte Anrede „woman“ von Brown tadelt sie scharf, verlässt den Raum und verlangt weiterhin von Ponsonby und Jenner bedient zu werden. Damit reduziert sie Browns Kontakt zu ihr und den Einfluss auf sie. Dennoch entscheidet sich die Königin, wieder am öffentlichen Leben teilzuhaben, was zu einer Revitalisierung ihrer Popularität und einem Wiederaufleben der öffentlichen Unterstützung der Monarchie führt.
Brown dient Königin Victoria bis zu seinem Tod 1883 als Sicherheitschef. Die Dienerschaft wird der Art Browns müde und sie verhöhnen und tadeln seine Bemühungen um Sicherheit als paranoide Wahnvorstellungen. Bei einer öffentlichen Veranstaltung nähert sich ein Attentäter der königlichen Familie. Ein immer wachsamer Brown vereitelt das Attentat. Bei einem Dinner am nächsten Tag prahlt der Prince of Wales damit, er habe Brown vor dem Attentäter gewarnt. Die Königin erkennt die Prahlerei ihres Sohnes und verkündet stattdessen, dass eine besondere Medaille, die „Devoted Service Medal“, gegossen und Brown verliehen werden soll.
Einige Jahre später erkrankt Brown schwer an einer Lungenentzündung, nachdem er spät nachts im Wald nach einem möglichen Einbrecher gesucht hat. Als sie von Browns Krankheit hört, besucht die Queen ihn in seinem Zimmer und ist sichtlich ergriffen, ihren langjährigen Freund so krank zu sehen. Sie entschuldigt sich bei Brown dafür, dass sie ihm zuletzt nicht mehr eine so gute Freundin wie anfänglich war. Brown nimmt die Entschuldigung an.
Er stirbt an den Folgen der Lungenentzündung.

## Kritiken
James Berardinelli schrieb auf ReelViews, die platonische Beziehung der Hauptcharaktere entwickle sich langsam und auf eine natürliche Weise. Er lobte die „außerordentlichen Darstellungen“ von Judi Dench und Billy Connolly. Beide Schauspieler würden in derer Rollen „eintauchen“ und diese ohne eine Spur der Künstlichkeit spielen; die Chemie zwischen den beiden sei „fühlbar“. Der Film sei eine „faszinierende Charakterstudie“, eine „wundervolle Love Story“ und ein „brillantes“ Bild der Epoche.
Das Lexikon des internationalen Films schrieb, der Film sei ein „stimmungsvoll gezeichnetes Zeit- und Sittengemälde des 19. Jahrhunderts, bestechend durch hervorragende Ausstattung und gute Darsteller“. Der „Mut zur inszenatorischen Langsamkeit“ beschwöre den „Geist der viktorianischen Epoche“ und verlange dem Zuschauer Geduld ab.
Die Zeitschrift Cinema sah einen hübschen und faktenreichen Kostümfilm und schrieb, der Regisseur „wollte sichtlich keinen steifen, selbstgefälligen Kostümschinken à la Portrait of a Lady drehen“. Dies sei ihm dank „teilweise handgehaltener Kamera und der pointierten Dialoge“ gelungen.

## Auszeichnungen
Judi Dench wurde im Jahr 1998 als Beste Hauptdarstellerin für den Oscar nominiert, eine weitere Nominierung erhielt der Film für Bestes Make-up. Judi Dench gewann 1998 als Beste Hauptdarstellerin – Drama den Golden Globe Award. Judi Dench und die Kostüme wurden 1998 mit dem BAFTA Award ausgezeichnet, für den außerdem der Film als Bester Film, Billy Connolly, das Drehbuch, das Make-up und das Produktionsdesign nominiert wurden. Die Produzentin Sarah Curtis wurde darüber hinaus für den Alexander Korda Award for Best British Film nominiert. Judi Dench erhielt 1997 den BAFTA Scotland Award, für den Billy Connolly und der Film in der Kategorie Bester Spielfilm nominiert wurden.
Judi Dench gewann 1998 den Golden Satellite Award; Billy Connolly, das Drehbuch und die Kostüme wurden für den Golden Satellite Award nominiert. Judi Dench und Billy Connolly wurden 1998 für den Screen Actors Guild Award nominiert. Jeremy Brock und Antony Sher wurden 1998 mit dem Evening Standard British Film Award ausgezeichnet. Judi Dench gewann 1998 den Chicago Film Critics Association Award, den London Critics Circle Film Award und den Online Film Critics Society Award. Antony Sher wurde 1998 für den Chlotrudis Award nominiert. Der Film wurde 1998 für den Golden Reel Award der Motion Picture Sound Editors nominiert.

## Hintergründe
Der Film wurde in Luton Hoo in Luton (England) sowie in Schottland gedreht. Er wurde im November 1997 auf dem Reykjavík Film Festival sowie auf dem argentinischen Mar del Plata Film Festival gezeigt. Der Film spielte in den Kinos der USA ca. 9,22 Millionen US-Dollar ein und in den britischen Kinos ca. 3,37 Millionen Pfund Sterling.